# Globibunus rubrofemoratus
Globibunus rubrofemoratus is een hooiwagen uit de familie Agoristenidae.